# Circonscription de Gidane
La circonscription de Gidane est une des 135 circonscriptions législatives de l'État fédéré Amhara, elle se situe dans la Zone Nord Wollo. Son représentant actuel est Firdu Ayele Mesfin.